# Рання античність
Класична античність або рання античність (також класичний період або класична епоха) — це період історії культури між VIII століттям до н.е. та VI століттям н.е. з центром на Середземному морі, що включає взаємозв'язані цивілізації Стародавньої Греції та Стародавнього Риму, відомі як Греко-римський світ. Це період, коли грецьке та римське суспільства процвітали та мали величезний вплив на більшу частину Європи, Північної Африки та Західної Азії.
Умовно вважається, що воно починається з найдавнішої записаної епічної грецької поезії Гомера (VIII–VII століття до н. е.) і продовжується через появу християнства (I століття) і падіння Західної Римської імперії (V століття). Закінчується занепадом класичної культури в період пізньої античності (250–750 рр.), періоду, що перетинається з раннім середньовіччям (600–1000 рр.). Такий широкий проміжок історії та території охоплює багато різних культур і періодів. Класична античність може також посилатися на ідеалізоване бачення пізнішими людьми того, що було, за словами Едгара Аллана По, «славою Греції, і величчю Рима».
Культура стародавніх греків разом із деякими впливами стародавнього Близького Сходу була основою європейського мистецтва, філософії, суспільства та освіти аж до періоду римської імперії. Римляни зберегли, наслідували і поширювали цю культуру по Європі, поки самі не змогли з нею конкурувати, і класичний світ не почав говорити не тільки латинською, а також грецькою. Цей греко-римський культурний фундамент мав величезний вплив на мову, політику, право, освітні системи, філософію, науку, війну, поезію, історіографію, етику, риторику, мистецтво та архітектуру сучасного світу. Збережені фрагменти класичної культури привели до відродження, яке почалося в XIV столітті, яке пізніше стало відомим як Відродження, а в XVIII і XIX століттях відбулися різні неокласичні відродження.

## Архаїчний період (бл. VIII–VI ст. до н. е.)
Найдавніший період класичної античності відбувається на тлі поступового відновлення історичних джерел після розпаду бронзового віку. VIII–VII століття до нашої ери є ще в значній мірі протоісторичними, причому найраніші грецькі алфавітні написи з'явилися в першій половині VIII століття до н.е. Зазвичай вважають, що Гомер жив у VIII або VII столітті до нашої ери, і його життя часто сприймається як початок класичної античності. На цей же період припадає традиційна дата заснування Стародавніх Олімпійських ігор, 776 р. до н.е.

### Фінікійці, Карфагеняни та Ассирійці
Фінікійці спочатку розширилися з портів Ханаану, до VIII століття домінуючи в торгівлі в Середземному морі. Карфаген був заснований в 814 р. до н.е., а карфагеняни до 700 р. до н.е. міцно закріпили опорні пункти на Сицилії, Італії та Сардинії, що створило конфлікт інтересів з Етрурією. Стела, знайдена в Кітіоні на Кіпрі, вшановує перемогу царя Саргона II у 709 році до нашої ери над сімома царями острова, що знаменує собою важливий крок у переході Кіпру від правління Тірії до Новоассирійської імперії.

### Греція
Архаїчний період пішов за грецькими Темними століттями і ознаменувався значним прогресом у політичній теорії, розвитком демократії, філософії, театру, поезії, а також відродженням писемності (яка була втрачена під час Темних століть).
У кераміці в архаїчний період розвивається стиль орієнталізації, який свідчить про перехід від геометричного стилю пізніх Темних століть та накопичення впливів, отриманих з Єгипту, Фінікії та Сирії.
Стилі кераміки, пов'язані з пізнішою частиною архаїчної епохи, — це чорнофігурна кераміка, яка виникла в Коринфі в VII столітті до н.е., і її наступник, червонофігурний стиль, розроблений художником Андокідом приблизно в 530 році до н.е.

### Італія залізного віку
Етруски встановили політичний контроль в регіоні наприкінці VII століття до н.е., сформувавши аристократичну та монархічну еліту. Очевидно, етруски втратили владу в цьому районі наприкінці VI століття до н.е., і в цей момент італійські племена заново винайшли свій уряд, створивши республіку, з набагато більшими обмеженнями щодо можливості правителів здійснювати владу.

### Римське королівство
Згідно з легендою, Рим був заснований 21 квітня 753 року до нашої ери нащадками-близнюками троянського князя Енея, Ромулом і Ремом. Оскільки місто було позбавлене жінок, легенда свідчить, що латиняни запросили сабінян на свято і викрали їхніх неодружених дівчат (Викрадення сабінянок), що призвело до інтеграції латинян і сабінян.
Археологічні дані дійсно показують перші сліди поселення на Римському форумі в середині VIII століття до нашої ери, хоча поселення на Палатинському пагорбі можуть датуватися X століттям до н.е.
Сьомим і останнім царем Риму був Тарквіній Супербус. Як син Тарквінія Пріска і зять Сервія Туллія, Супербус був етруського походження. Саме під час його правління етруски досягли вершини могутності. Супербус знищив усі сабінянські святині та вівтарі зі скелі Тарпей, розлютивши жителів Риму. Люди почали заперечувати проти його правління, коли він не визнав зґвалтування Лукреції, римської патриціанки, від рук його власного сина. Родич Лукреції, Луцій Юній Брут (предок Марка Брута), скликав Сенат і вигнав Супербуса і монархію з Риму в 510 році до нашої ери. Після вигнання Супербуса в 509 році до нашої ери Сенат проголосував за те, щоб більше ніколи не допускати правління короля, і реформував Рим у республіканський уряд.

## Класична Греція (V–IV століття до н.е.)
Класичний період Стародавньої Греції відповідає більшій частині V і IV століть до нашої ери, зокрема, від падіння афінської тиранії в 510 році до смерті Александра Македонського в 323 році до н.е. У 510 р. спартанські війська допомогли афінянам скинути тирана Гіппія, сина Пейсистрата. Клеомен I, цар Спарти, встановив про-спартанську олігархію під керівництвом Ісагора.
Греко-перські війни (499–449 рр. до н. е.), укладені Каллійським миром, не лише звільнили Грецію, Македонію, Фракію та Іонію від перського панування, але й дали Афінам панівне становище в Деліському союз, що призвело до конфлікту зі Спартою та Пелопоннеською лігою, що призвело до Пелопоннеської війни (431–404 рр. до н. е.), яка закінчилася перемогою Спарти.
Греція вступила в IV століття під спартанською гегемонією, але до 395 року до нашої ери спартанські правителі відсторонили Лісандра від посади, і Спарта втратила своє морське панування. Афіни, Аргос, Фіви та Коринф, два останніх з яких раніше були спартанськими союзниками, кинули виклик домінуванню Спарти у Коринфській війні, яка закінчилася безрезультатно в 387 р. до н. е. Пізніше, в 371 році до нашої ери, фіванські полководці Епамінонд і Пелопід здобули перемогу в битві при Левктрі. Результатом цієї битви стало припинення панування Спарти і встановлення гегемонії Фіван. Фіви прагнули зберегти свої позиції до тих пір, поки їх остаточно не затьмарило посилення Македонії в 346 р. до н.е.
При Філіппі II (359–336 до н. е.) Македонія поширилася на територію пеонців, фракійців та іллірійців. Сину Філіпа, Александру Македонському (356–323 рр. до н. е.) вдалося на короткий час поширити владу Македонії не тільки на центральні грецькі міста-держави, але й на Перську імперію, включаючи Єгипет і землі аж на схід, аж до околиць Індії. Класичний період умовно закінчується смертю Александра в 323 р. до н. е. і роздробленням його імперії, яка в цей час була розділена між діадохами.

## Еліністичний період (323–146 рр. до н.е.)
Класична Греція вступила в елліністичний період з піднесенням Македонії та завоюваннями Александра Македонського. Грецька мова стала відома далеко за межами самої Греції, а елліністична культура взаємодіяла з культурами Персії, Ізраїльського королівства та Юдейського королівства, Центральної Азії та Єгипту. Значних успіхів було досягнуто в науках (географія, астрономія, математика та ін.), особливо послідовниками Аристотеля.
Елліністичний період закінчився піднесенням Римської республіки до суперрегіональної держави у II столітті до н.е. та римським завоюванням Греції в 146 році до н.е.

## Римська республіка (V–I століття до н.е.)
Республіканський період Стародавнього Риму почався з повалення монархії бл. 509 р. до н. е. і тривав понад 450 років, поки в результаті серії громадянських війн, він не перейшов у форму правління принципату та імперського періоду. За півтисячоліття республіки, Рим піднявся з регіональної держави  до домінуючої сили в Італії та за її межами. Об'єднання Італії під римською гегемонією було поступовим процесом, викликаним серією конфліктів IV і III століть, Самнітськими, Латинською та Пірровою війнами. Перемога Риму в Пунічних і Македонських війнах утвердила Рим як суперрегіональну державу до II століття до н.е., після чого послідувало захоплення Греції та Малої Азії. Це величезне зростання могутності супроводжувалося економічною нестабільністю та соціальними заворушеннями, що призвело до змови Катіліни, соціальної війни та Першого тріумвірату та, нарешті, до перетворення на Римську імперію у другій половині I століття до нашої ери.

## Римська імперія (І століття до н.е.— V століття)
Римська імперія (І століття до н.е. — V століття) Точний кінець республіки заперечується сучасними істориками; римські громадяни того часу не визнавали, що Республіка припинила своє існування. Ранні імператори Юлії-Клавдії стверджували, що республіка все ще існує, хоча під захистом їхніх надзвичайних повноважень, і врешті-решт повернеться до своєї повної республіканської форми. Римська держава продовжувала називати себе Республіка до тих пір, поки продовжувала використовувати латину як свою офіційну мову.
Рим де-факто набув імперського характеру з 130-х років до нашої ери з завоюванням Цизальпійської Галлії, Іллірії, Греції та Іспанії, і, безумовно, із завоюванням Юдеї, Малої Азії та Галлії в I столітті до н.е. Під час максимального розширення імперії за Траяна (117 р. н.е.) Рим контролював усе Середземномор'я, а також Галлію, частину Германії та Британії, Балкани, Дакію, Малу Азію, Кавказ та Месопотамію.
У культурному плані Римська імперія була значною мірою еллінізована, але також спостерігала зростання синкретичних «східних» традицій, таких як мітраїзм, гностицизм і особливо християнство. Імперія почала занепадати в кризі III століття.
Іноді порівнюючи з класичною Грецією, класичний Рим, можна побачити величезні відмінності в їх сімейному житті. Батьки мали велику владу над своїми дітьми, а чоловіки — над своїми жінками. Насправді слово сім'я, «familia» на латині, насправді означало тих, хто перебував під владою глави сім'ї чоловіка. Це включало непов'язаних членів, таких як раби та слуги. У шлюбі і чоловіки, і жінки були вірні один одному і мали спільне майно. Розлучення вперше було дозволено, починаючи з I століття до н.е., і могло бути здійснене як чоловіком, так і жінкою.

## Пізня античність (IV–VI століття н.е.)
У пізній античності за Костянтина I виникло християнство, яке остаточно витіснило культ римської імперії феодосійськими указами 393 року. Послідовні вторгнення германських племен завершили занепад Західної Римської імперії в V столітті, тоді як Східна Римська імперія зберігалася протягом усього Середньовіччя, у державі, яку її громадяни назвали Римською імперією, а пізнішими істориками назвали її Візантійською імперією. На зміну елліністичній філософії прийшли тривалий розвиток платонізму та епікуреїзму, причому неоплатонізм згодом вплинув на теологію Отців Церкви.
Багато письменників намагалися поставити конкретну дату на символічний «кінець» античності, причому найвизначнішими датами є зміщення останнього західного римського імператора в 476 році, закриття останньої платонівської академії в Афінах імператором Східної Римської імперії Юстиніаном I у 529 р. і завоюванням нової мусульманської віри більшої частини Середземномор'я з 634 по 718 рік. Ці мусульманські завоювання Сирії (637 р.), Єгипту (639 р.), Кіпру (654 р.), Північної Африки (665 р.), Іспанії (718 р.)), Південної Галлії (720), Криту (820)  Сицилії (827), Мальті (870) (і облоги східноримської столиці, перша арабська облога Константинополя (674–78) і друга арабська облога Константинополя ( 717–18)) розірвали економічні, культурні та політичні зв'язки, які традиційно об'єднували класичні культури Середземномор'я, поклавши край античності.
Первісний римський сенат продовжував видавати укази до кінця VI ст., а останнім східним римським імператором, який використовував латину як мову свого двору в Константинополі, був імператор Маврикій, який правив до 602 року. Фока призвів до вторгнення слов'ян на Балкани та занепаду балканської та грецької міської культури, а також спровокував візантійсько-сасанійську війну 602–628 рр., в якій були втрачені всі великі східні міста, крім Константинополя. Смути, що виникли в результаті, не закінчилися, доки мусульманські завоювання VII століття не завершили безповоротну втрату всіх найбільших східно-римських імперських міст, окрім самої столиці. Імператор Іраклій у Константинополі, який з'явився в цей період, вів свій суд грецькою, а не латинською мовою, хоча грецька завжди була адміністративною мовою східних римських регіонів. Східно-західні зв'язки ослабли з припиненням візантійського папства.
Столиця Східної Римської імперії, Константинополь, залишилася єдиним нескореним великим міським центром первісної Римської імперії, а також найбільшим містом у Європі. Проте багато класичних книг, скульптур і технологій збереглися там разом із класичною римською кухнею та науковими традиціями аж до Середньовіччя, коли більшу частину їх «відкрили» західні хрестоносці. Насправді, жителі Константинополя продовжували називати себе римлянами, як і їхні остаточні завойовники в 1453 році, османи. Класична наука і культура, які все ще збереглися в Константинополі, були привезені біженцями, які тікали від завоювання в 1453 році, і допомогли розпалити Відродження.
Зрештою, саме повільна, складна та поступова зміна соціально-економічної структури в європейській історії призвела до зміни класичної античності та середньовічного суспільства, і жодна конкретна дата не може бути справжнім прикладом цього.

## Політичне відродження
У політиці пізньо-римська концепція Імперії як універсальної держави на чолі з одним божественно призначеним правителем, об'єднаною з християнством як універсальною релігією, також очолюваною верховним патріархом, виявилася дуже впливовою навіть після зникнення імперської влади в захід. Ця тенденція досягла свого піку, коли Карл Великий був коронований «Римським імператором» у 800 році, що призвело до утворення Священної Римської імперії. З цього періоду походить уявлення про те, що імператор є монархом, який випереджає простого короля. У цьому політичному ідеалі завжди існувала б Римська імперія, держава, чия юрисдикція поширювалася на весь цивілізований західний світ.
Ця модель продовжувала існувати в Константинополі протягом усього Середньовіччя; Візантійський імператор вважався сувереном усього християнського світу. Константинопольський патріарх був найвищим священником в імперії, але навіть він підпорядковувався імператору, який був «намісником Бога на землі». Грекомовні візантійці та їхні нащадки продовжували називати себе «римлянами» аж до створення нової грецької держави в 1832 році.
Після падіння Константинополя в 1453 році російські царі (титул, що походить від Цезаря) взяли на себе візантійську мантію захисників православ'я; Москву описували як «Третій Рим», а царі правили як божественно призначені імператори до XX століття.
Незважаючи на те, що західно-римська світська влада повністю зникла в Європі, вона все ж залишила свої сліди. Папство і католицька церква, зокрема, протягом століть зберігали латинську мову, культуру та грамотність; донині папи називають Pontifex Maximus, що в класичний період був титулом імператора, а ідеал християнського світу зберігався у спадщині об'єднаної європейської цивілізації навіть після того, як її політична єдність зникла.
Політична ідея імператора на Заході, який би зрівнявся з імператором на Сході, продовжувалася і після розпаду Західної Римської імперії; його відродила коронація Карла Великого у 800 р.; самоназвана Священна Римська імперія панувала в Центральній Європі до 1806 року.
Ідея Ренесансу про те, що класичні римські чесноти були втрачені під час середньовіччя, була особливо потужною в європейській політиці XVIII–XIX століть. Благоговіння до римського республіканізму було сильним серед батьків-засновників Сполучених Штатів і латиноамериканських революціонерів; американці описали свій новий уряд як республіку (від res publica) і дали йому сенат і президента (ще один латинський термін), а не використовувати доступні англійські терміни як Commonwealth або parliament.
Аналогічно в революційній та наполеонівській Франції держава підтримувала республіканізм і римські бойові чесноти, що можна побачити в архітектурі Пантеону, Тріумфальної арки та картинах Жака-Луї Давіда. Під час революції Франція сама пройшла шлях від королівства до республіки, диктатурі і імперії (з імператорськими орлами), який за багато до цього пройшов Рим.

## Культурна спадщина
Класична античність — це широкий термін для тривалого періоду історії культури. Така широка вибірка історії та території охоплює багато досить різнорідних культур і періодів. «Класична античність» часто відноситься до ідеалізованого бачення пізніших людей, того, що було, за словами Едгара Аллана По, «слава Греції, велич Риму!»
У XVIII–XIX століттях в Європі та Сполучених Штатах шанування класичної античності було набагато більшим, ніж сьогодні. Повага до стародавніх людей Греції та Риму вплинула на політику, філософію, скульптуру, літературу, театр, освіту, та архітектуру.
Епічна поезія продовжувала писатися латинською, та поширювалася аж до XIX століття. Джон Мілтон і навіть Артур Рембо отримали свою першу поетичну освіту латинською мовою. Такі жанри як епічна поезія, пастирські вірші та нескінченне використання персонажів і тем із грецької міфології, залишили глибокий слід у західній літературі. В архітектурі було кілька грецьких відроджень, які в ретроспективі здаються більше натхненними римською архітектурою, ніж грецькою. Вашингтон, округ Колумбія, наповнений великими мармуровими будівлями з фасадами, схожими на грецькі храми, з колонами, побудованими в класичному архітектурному порядку.
У філософії зусилля святого Томи Аквінського були засновані в основному на думці Арістотеля, незважаючи на зміну релігії з еллінського політеїзму на християнство. Медицина навіть довше, ніж грецька думка, панувала у філософії. У французькому театрі такі трагіки як Мольєр і Расін, писали п'єси на міфологічні або класичні історичні сюжети і підпорядковували їх суворим правилам класичних єдностей, що випливають з «Поетики» Аристотеля. Бажання танцювати, як уявлення про те, як це зробили стародавні греки, спонукало Айседору Дункан створити свій бренд балету.